# Gausbert Amiel
 (mai 2024).
Gaubert Amiel ou Gausbertz Amiels était un troubadour gascon du début du XIIIe siècle. Sa seule chanson (canso) survivante, Breu vers per tal que meins y poing, est une satire humoristique de la poésie courtoise contemporaine. Ce seul exemple de l'œuvre de Gausbert est bien représenté dans les recueils de lyrique occitane (manuscrits A D G I K et w). Selon les manuscrits, le poème doit avoir été écrit entre 1200 et 1254. La mélodie, conservée dans le manuscrit G, est remarquable par son chromatisme donnant au morceau une couleur orientale.
Ce que l'on sait de Gausbert qui ne peut être glané dans son poème se trouve dans sa vida, qui semble toutefois utiliser, comme source première, son poème. Il y est décrit comme « un pauvre chevalier courtois et habile aux armes », et « n'aima jamais dame plus noble que lui ». Dans son unique composition connue, il fait la satire des rics (les hommes riches, ce qui implique la noblesse et le rang ainsi que la richesse matérielle) et de leur poursuite des jeunes femmes, ainsi que de ses confrères troubadours à succès, et revendique d'aimer une femme de basse condition. Son œuvre présente des affinités de contenu avec celle de Marcabru.

## Sources
- Egan, Margarita (éd. et trans.) The Vidas of theTroubadours, New York : Garland, 1984.
- Martí de Riquer,  Los trovadores: historia literaria y textos, 3 vol. Barcelone, Planeta, 1975.